# Merrionski park, Dublin
Merrionski park (Merrion Square, irsko Cearnóg Mhuirfean) je jurijanski vrtni trg na južni strani središča mesta Dublin na Irskem.

## Zgodovina
Park je bil zasnovan po letu 1762 in bil dokončan do začetka 19. stoletja. Povpraševanje po takih jurijanskih mestnih naseljih južno od reke Liffey je spodbudilo  takratnega kildarskega grofa (pozneje leinsterskega vojvodo), da je zgradil svoj dublinski dom na takrat nerazvitem jugozahodu. Zgradil je največji dvorec v Dublinu Leinster House. Posledica je bila tri nove stanovanjske soseske na južni strani,  Merrionski park (s pogledom na vrt pred Leinster House), St. Stephen's Green in najmanjša in zadnja peta jurijanska četrt v Dublinu, ki je bila zgrajena na trgu Fitzwilliam.
Aristokrati, škofi in bogati so prodali svoje mestne hiše na severu in se preselili na nova območja južne obale.

## Zapuščina
Park velja za enega najbolje ohranjenih trgov v mestu. Tri strani so obkrožene z jurijanskimi mestnimi hišami; zahodna stran meji na Leinster House (sedež parlamenta), vladne stavbe, naravoslovni muzej in Narodno galerijo. Osrednji vrt je zdaj javni park.
Wellingtonov obelisk v spomin na zmage Arthurja Wellesleyja, prvega vojvode Wellingtona, je bil prvotno predviden v Merrionskem parku, vendar pa je bil po nasprotovanju stanovalcev postavljen v parku Phoenix. 

## Zasedenost
Do približno 1950-ih so bile hiše večinoma stanovanjske, danes pa jih večina uporablja za pisarne. Irski Rdeči križ, Kraljevi inštitut arhitektov Irske (RIAI) in Irsko jurijansko društvo imajo tu svoj sedež.
Pesnik, romanopisec in satirik Oscar Wilde je živel na številki 1, pesnik W. B. Yeats je živel na št. 82 in Daniel O'Connell na številki 58, ki je zdaj znana kot O'Connellova hiša, sedež Centra Keough Nuton  univerze Notre Dame, ameriškega kolidža. Porodnišnica je na severni terasi. Številne hiše  imajo plošče z zgodovinskimi podatki o nekdanjih pomembnih prebivalcih, med njimi George William Russell in Sheridan Le Fanu.
Do leta 1972 je bilo britansko veleposlaništvo na št. 39; vendar je po krvavi nedelji,  streljanju na Severnem Irskem v množico več kot 20.000 ljudi, zgradba zgorela do tal .
Zdaj sta na južni strani trga francosko in slovaško veleposlaništvo.
Kljub temu da so tu večinoma gospodarske enote, je tudi več znanih prebivalcev, med njimi modni oblikovalec Louise Kennedy, tajkun Dermot Desmond in ameriški irski finančnik Sean Reynolds.

## Park
Najzgodnejši načrt parka prikazuje dvojno linijo dreves okoli oboda, ki je bil pozneje v zgodnjih letih 19. stoletja ograjen z ograjo. Sprejet je bil načrt angleškega parka s travnimi površinami, neformalnimi drevesnimi skupinami, ukrivljenimi potmi in zasajanjem roba. 
Do leta 1960 je bil park dostopen samo prebivalcem, ki so imeli svoje ključe. Zdaj ga upravlja dublinski mestni svet. V parku so kip Oskarja Wilda, ki je od leta 1855 do 1876 živel na številki 1, številne druge skulpture in zbirka starih dublinskih svetilk. Irsko-ameriški kipar Jerome Connor, najbolj znan po svojem delu Nuns of the Battlefield (Nune na bojišču) v Washingtonu, D. C., je oblikoval umetnino Eire . V parku je tudi skulptura Jokerjevega stola v spomin na Očka Teda, slavnega igralca Dermota Morgana.
Park se je imenoval Park nadškofa Ryana po katoliškem nadškofu Dermotu Ryanu, ki je prenesel lastništvo na mesto. Leta 2009 je bil Dermot Ryan kritiziran v Murphyjevem poročilu; januarja 2010 je dublinski mestni svet izbirala nov ime s pomočjo javnega mnenja o preimenovanju parka. [10] Septembra 2010 je glasoval za preimenovanje parka v Merrionski park.
Park je uporabljala tudi brigada vojne bolnišnice svetega Janeza (St John Ambulance Brigade) v spomin na letne dogodke, ko so se predstavili in tekmovali v prvi pomoči. Organizacijo je ustanovil sir John Lumsden K.B.E., M.D. leta 1903. V tem času je dr. Lumsden živel v bližini na št. 4, Fitzwilliam Place. Bil je glavni zdravstveni delavec v pivovarni Guinness in delal z Mercerjevo bolnišnico.
Med prvo svetovno vojno sta vojna bolnišnica svetega Janeza (St. John Ambulance) in britanski Rdeči križ delala skupaj. Organizaciji sta bili znani med irskimi ljudmi, še posebej na Merrionskem trgu, kjer je bolnišnica svetega Janeza delovala skoraj 50 let. Sedež je bil na št. 40, med prvo svetovno vojno 14. 